# جون وودورد (لاعب كرة قدم)
جون وودورد (بالإنجليزية: John Woodward)‏ هو لاعب كرة قدم بريطاني، ولد في 10 يناير 1949 في غلاسكو في المملكة المتحدة. شارك مع منتخب اسكتلندا لكرة القدم. أما مع النوادي، فقد لعب مع نادي أرسنال ونادي يورك سيتي.